# Kemp Niver
Kemp R. Niver (* 17. Oktober 1911 in Los Angeles, Kalifornien; † 15. Oktober 1996 ebenda) war ein US-amerikanischer Filmtechniker, Kameramann und Autor. Bei der Oscarverleihung 1955 wurde er für die Entwicklung eines Restaurierungsverfahrens zur Rettung der Paper Print Collection der Library of Congress mit einem Ehrenoscar ausgezeichnet.

## Leben
Niver wuchs in Los Angeles auf. Er absolvierte eine Ausbildung im Bereich der öffentlichen Verwaltung und war unter anderem als Marineflieger, Naval Commander auf einem Zerstörer im Zweiten Weltkrieg, Detective beim Los Angeles Police Department, Ermittler für den Bezirksstaatsanwalt des Los Angeles County, als Bodyguard, Kameramann und Fotograf tätig.
Bei seiner Arbeit als Detective lernte er in den frühen 1950er Jahren Margaret Herrick, die Leiterin der Bibliothek der Academy of Motion Picture Arts and Sciences, kennen. Durch sie erhielt er den Auftrag, Kontaktabzüge tausender Filme aus den Jahren 1894 bis 1912 wieder in vollständige Filme umzuwandeln. Die Library of Congress bewahrte Paper Prints zahlreicher vor 1912 entstandener Filme auf. Diese waren angefertigt worden, weil Filmschaffende bis dahin ihre Werke nur als Sammlung einzelner Fotokopien schützen lassen konnten. Erst durch das Townsend Amendment von 1912, einem Zusatz zum Copyright Act of 1909, konnten Filme als Gesamtwerk geschützt werden. Die Sammlung der Bromidpapier-Fotos war in den 1930er Jahren im Keller der Bibliothek entdeckt worden. Im Herbst 1947 hatte die Academy Howard Walls, den früheren Kurator der Filmabteilung der Library of Congress, mit der Übertragung der Fotos auf Film beauftragt. Da die Finanzierung ungeklärt war, hatte es bis zu Walls Ausscheiden aus der Academy 1953 jedoch keine nennenswerten Fortschritte gegeben. 1949 unternahm er einen Ausflug ins Schauspielfach und spielte in der Komödie The Groom Wore Spurs an der Seite von Ginger Rogers einen Killer.
Niver übernahm Ende 1953 das Projekt und erhielt von der Academy eine Finanzierung für zunächst drei Jahre. Er entwickelte eine Maschine, mit der die Einzelbild-Papierkopien auf 16-mm-Film umkopiert werden konnten. Von den über 5.000 Filmen im Archiv konnte Niver etwa 3.600 wiederherstellen. Den Prozess nannte er „Renovare“. Für diese Leistung wurde er bereits 1955 mit einem Ehrenoscar ausgezeichnet. Die Arbeiten zur Sicherung der Filmkopien zogen sich bis 1965 hin. Niver leitete in dieser Zeit das Unternehmen Renovare Productions. Parallel verfasste er zahlreiche Schriften über seine Arbeit, oft in Zusammenarbeit mit Bebe Bergsten.
Später unterrichtete Niver Filmgeschichte an der Loyola Marymount University.
Seit 1958 war er Mitglied der American Society of Cinematographers (ASC). Beim ASC Lifetime Achievement Award 1991 wurde Niver mit dem ASC Presidents Award ausgezeichnet.
Er starb 1996 zwei Tage vor seinem 85. Geburtstag im Country Villa Nursing Center in Los Angeles. Der in seiner Jugend verheiratete und früh geschiedene Niver hinterließ eine Enkelin.

## Schriften (Auswahl)
- mit Bebe Bergsten: Motion Pictures from the Library of Congress Paper Print Collection, 1894-1912. University of California Press, 1967, ISBN 978-052-000947-9, OCLC 10912882.
- In the Beginning: Program Notes to Accompany One Hundred Early Motion Pictures. Brandon Books, 1967.
- The First Twenty Years; A Segment of Film History. Artisan Press, 1968.
- Mary Pickford, Comedienne. Renovare, 1969.
- D. W. Griffith’s The Battle at Elderbush Gulch. Locare Research Group, 1972, ISBN 978-0913986042.
- Klaw and Erlanger: Famous Plays in Pictures. Renovare, 1985, ISBN 978-0913986073.